# Coleophora aegyptiacae
Coleophora aegyptiacae é uma espécie de mariposa do gênero Coleophora pertencente à família Coleophoridae.